# Giappone ai Giochi della XIX Olimpiade
Il Giappone partecipò ai Giochi della XIX Olimpiade che si sono svolti a Città del Messico dal 12 al 27 ottobre 1968, con una delegazione di 171 atleti impegnati in 18 discipline per un totale di 97 competizioni. Portabandiera fu il ginnasta Yukio Endō, alla sua terza Olimpiade, già vincitore di quattro medaglie d'oro alle precedenti edizioni dei Giochi.
La squadra giapponese, con 11 ori, 7 argenti e altrettanti bronzi, conquistò il terzo posto nel medagliere preceduta solo da Stati Uniti e Unione Sovietica, ripetendo in questo modo il piazzamento raggiunto a Tokyo quattro anni prima. Sei delle undici medaglie d'oro vennero dalla ginnastica, dove il Giappone fu primo assoluto nel medagliere, così come nella lotta, con quattro titoli conquistati. L'undicesimo titolo venne dal sollevamento pesi, disciplina in cui il Giappone fu secondo nel medagliere con un oro, un argento e un bronzo. Fra gli sport di squadra i migliori risultati vennero dalla pallavolo, in cui il Giappone concluse al secondo posto sia il torneo maschile che quello femminile. Nel calcio, infine, fu conquistata la medaglia di bronzo, la prima per un paese asiatico in questo sport.
Gli atleti che portarono a casa il maggior numero di medaglie furono i ginnasti e Akinori Nakayama (quattro ori, un argento e un bronzo) e Sawao Katō (tre ori e un bronzo).

## Medagliere

### Per discipline
| Sport              | Oro | Argento | Bronzo | Totale |
| ------------------ | --- | ------- | ------ | ------ |
| Ginnastica         | 6   | 2       | 4      | 12     |
| Lotta libera       | 3   | 0       | 0      | 3      |
| Sollevamento pesi  | 1   | 1       | 1      | 3      |
| Lotta greco-romana | 1   | 1       | 0      | 2      |
| Pallavolo          | 0   | 2       | 0      | 2      |
| Atletica leggera   | 0   | 1       | 0      | 1      |
| Calcio             | 0   | 0       | 1      | 1      |
| Pugilato           | 0   | 0       | 1      | 1      |
| Totale             | 11  | 7       | 7      | 25     |

### Medaglie
| Medaglia | Atleta | Sport              | Evento                        |
| -------- | --- | ------------------ | ----------------------------- |
| Oro      | Akinori Nakayama Eizō Kenmotsu Mitsuo Tsukahara Sawao Katō Takeshi Kato Yukio Endō | Ginnastica         | Concorso a squadre maschile   |
| Oro      | Sawao Katō | Ginnastica         | Concorso individuale maschile |
| Oro      | Sawao Katō | Ginnastica         | Corpo libero maschile         |
| Oro      | Akinori Nakayama | Ginnastica         | Anelli                        |
| Oro      | Akinori Nakayama | Ginnastica         | Parallele simmetriche         |
| Oro      | Akinori Nakayama | Ginnastica         | Sbarra                        |
| Oro      | Muneji Munemura | Lotta greco-romana | Pesi leggeri                  |
| Oro      | Shigeo Nakata | Lotta libera       | Pesi mosca                    |
| Oro      | Yojiro Uetake | Lotta libera       | Pesi gallo                    |
| Oro      | Masaaki Kaneko | Lotta libera       | Pesi piuma                    |
| Oro      | Yoshinobu Miyake | Sollevamento pesi  | Pesi piuma                    |
| Argento  | Kenji Kimihara | Atletica leggera   | Maratona                      |
| Argento  | Akinori Nakayama | Ginnastica         | Corpo libero maschile         |
| Argento  | Yukio Endō | Ginnastica         | Volteggio maschile            |
| Argento  | Hideo Fujimoto | Lotta greco-romana | Pesi piuma                    |
| Argento  | Masayuki Minami Katsutoshi Nekoda Mamoru Shiragami Isao Koizumi Kenji Kimura Yasuaki Mitsumori Jungo Morita Tadayoshi Yokota Seiji Oko Tetsuo Sato Kenji Shimaoka | Pallavolo          | Maschile                      |
| Argento  | Setsuko Yosjida Suzue Takayama Toyoko Iwahara Youko Kasahara Aiko Onozawa Yukiyo Kojima Sachiko Fukanaka Kunie Shishikura Setsuko Inoue Sumie Oinuma Makiko Furakawa Keiko Hama | Pallavolo          | Femminile                     |
| Argento  | Masashi Ōuchi | Sollevamento pesi  | Pesi medi                     |
| Bronzo   | Masahiro Hamazaki Kunishige Kamamoto Mitsuo Kamata Hiroshi Katayama Yasuyuki Kuwahara Ikuo Matsumoto Masakatsu Miyamoto Teruki Miyamoto Takaji Mori Aritatsu Ogi Ryūichi Sugiyama Ryōzō Suzuki Kiyoshi Tomizawa Masashi Watanabe Shigeo Yaegashi Yoshitada Yamaguchi Kenzō Yokoyama Eizō Yuguchi | Calcio             | Maschile                      |
| Bronzo   | Akinori Nakayama | Ginnastica         | Concorso individuale maschile |
| Bronzo   | Takeshi Kato | Ginnastica         | Corpo libero maschile         |
| Bronzo   | Sawao Katō | Ginnastica         | Anelli                        |
| Bronzo   | Eizō Kenmotsu | Ginnastica         | Sbarra                        |
| Bronzo   | Eiji Morioka | Pugilato           | Pesi gallo                    |
| Bronzo   | Yoshiyuki Miyake | Sollevamento pesi  | Pesi piuma                    |

## Risultati

### Pallanuoto
| Atleta | Classifica                                                                                    |                     |
| --- | --------------------------------------------------------------------------------------------- | ------------------- |
| V · D · M Nazionale maschile giapponese di pallanuoto · Giochi olimpici - Città del Messico 1968 Ishii • Kuwayama • Nakano • Yajima • Kuwabara • Sato • Takeuchi • Yonehara • Sakamoto · CT : - | 12°                                                                                           |                     |
| Nazionale maschile giapponese di pallanuoto · Giochi olimpici - Città del Messico 1968 |                                                                                               |                     |
| Ishii • Kuwayama • Nakano • Yajima • Kuwabara • Sato • Takeuchi • Yonehara • Sakamoto · CT: -                                                                                                   | Ishii • Kuwayama • Nakano • Yajima • Kuwabara • Sato • Takeuchi • Yonehara • Sakamoto · CT: - | Giappone (bandiera) |